# Axiocteta
Axiocteta is een geslacht van vlinders van de familie spinneruilen (Erebidae), uit de onderfamilie Catocalinae.

## Soorten
- A. babooni Bethune-Baker, 1906
- A. concolora Bethune-Baker, 1906
- A. eucampina Hampson, 1926
- A. flava Bethune-Baker, 1906
- A. metaleuca Hampson, 1926
- A. obliqua Bethune-Baker, 1906
- A. oenoplex Turner, 1902
- A. rufa Bethune-Baker, 1906
- A. subuniformis Rothschild, 1916
- A. turneri Bethune-Baker, 1906